# Intrusismo
Intrusismo o intrusismo profesional es el ejercicio de actividades profesionales por persona no autorizada para ello. Puede constituir delito.
Es el ejercicio fraudulento de una profesión sin la titulación necesaria. Por lo que se dan dos condiciones:
1. Requerimiento de una titulación profesional oficial. En los oficios generalmente viene dada por institutos o escuelas de formación profesional. En las profesiones son las universidades quienes conceden los diferentes grados de formación adquirida (diplomado, licenciado, doctorado). En algunos países (ej.: España) el título oficial finalmente lo registra y entrega el Ministerio de Educación.
2. Entidad reguladora y controladora del ejercicio profesional. Antiguamente eran los gremios, en la actualidad suele ser los colegios profesionales, y en su defecto, las instancias judiciales correspondientes.

Si se aplica a campos de profesiones relacionadas con el área de la salud (medicina, enfermería, odontología, etc.) es mucho más grave ya que de ello depende la vida de seres humanos y se correría el riesgo de incurrir en homicidio culposo (o aun doloso).

## Regulación legal por países

### España
El Código Penal en su artículo 403 considera intruso a “El que ejerciere actos propios de una profesión sin poseer el correspondiente título académico expedido o reconocido en España de acuerdo con la legislación vigente, incurrirá en la pena de multa de seis a doce meses. Si la actividad profesional desarrollada exigiere un título oficial que acredite la capacitación necesaria y habilite legalmente para su ejercicio, y no se estuviere en posesión de dicho título, se impondrá la pena de multa de tres a cinco meses. Si el culpable, además, se atribuyese públicamente la cualidad de profesional amparada por el título referido, se le impondrá la pena de prisión de seis meses a dos años.”
El desempeño legítimo de actividades profesionales por los ciudadanos constituye uno de los fenómenos sociales que alcanza reconocimiento expreso en la Constitución. En el artículo 35 de la misma se establece el deber de trabajar y el derecho al trabajo y a la libre elección de profesión u oficio de todos los españoles. Sin embargo, esta proclamación del libre ejercicio profesional cuenta con limitaciones desde el propio texto constitucional. Según dispone su artículo 36, la ley regulará el ejercicio de las profesiones tituladas, lo que se traduce en la restricción de acceso al desarrollo de concretas profesiones a través de la normativa que rige todo el sistema profesional, básicamente de naturaleza administrativa, pero también laboral, mercantil e internacional. Consecuencia del establecimiento normativo de determinados requisitos para la incorporación al mercado profesional, el legislador cierra el sistema conminando con sanción penal a aquellos que incumplen alguna de las exigencias establecidas: concretamente, la relativa a poseer el título (académico u oficial), único instrumento esencial para el ejercicio de las denominadas profesiones reguladas.